# Park nad Odrą
Park nad Odrą, nazývaný také Park Nadodrzański - což lze přeložit do češtiny např. jako park nad Odrou, a německy Oder promenade, je městský park a planty města Brzeg v okrese Brzeg v Opolském vojvodství v Polsku. Nachází se na levém břehu veletoku Odra v nížině Pradolina Wrocławska v Dolním Slezsku. Park je památkově chráněn.

## Historie a popis
Park nad Odrą se rozpíná pod místním hradem Slezských Piastovců v Brzegu a má půdorys přibližně ve tvaru písmene „L“ s rozměry cca 0,33×0,15 km. Byl založen na konci 19. století (asi v roce 1899) na místě zasypaného příkopu, který byl součástí středověké obrany města. Začíná u Piastowského mostu w Brzegu. Patří do chráněného území Natura 2000. Součástí parku je také úsek městských hradeb s historickou Odřanskou bránou (Brama Odrzańska), která je renesančním pozůstatkem někdejšího opevnění. V zalesněném parku je památný jinan dvoulaločný (Miłorząb dwuklapowy), naučná stezka Szlakiem Pomników Przyrody i Innych Ciekawostek, dětské hřiště, cyklostezka, lavičky, sochy aj.

## Další informace
Park je celoročně volně přístupný.

## Galerie

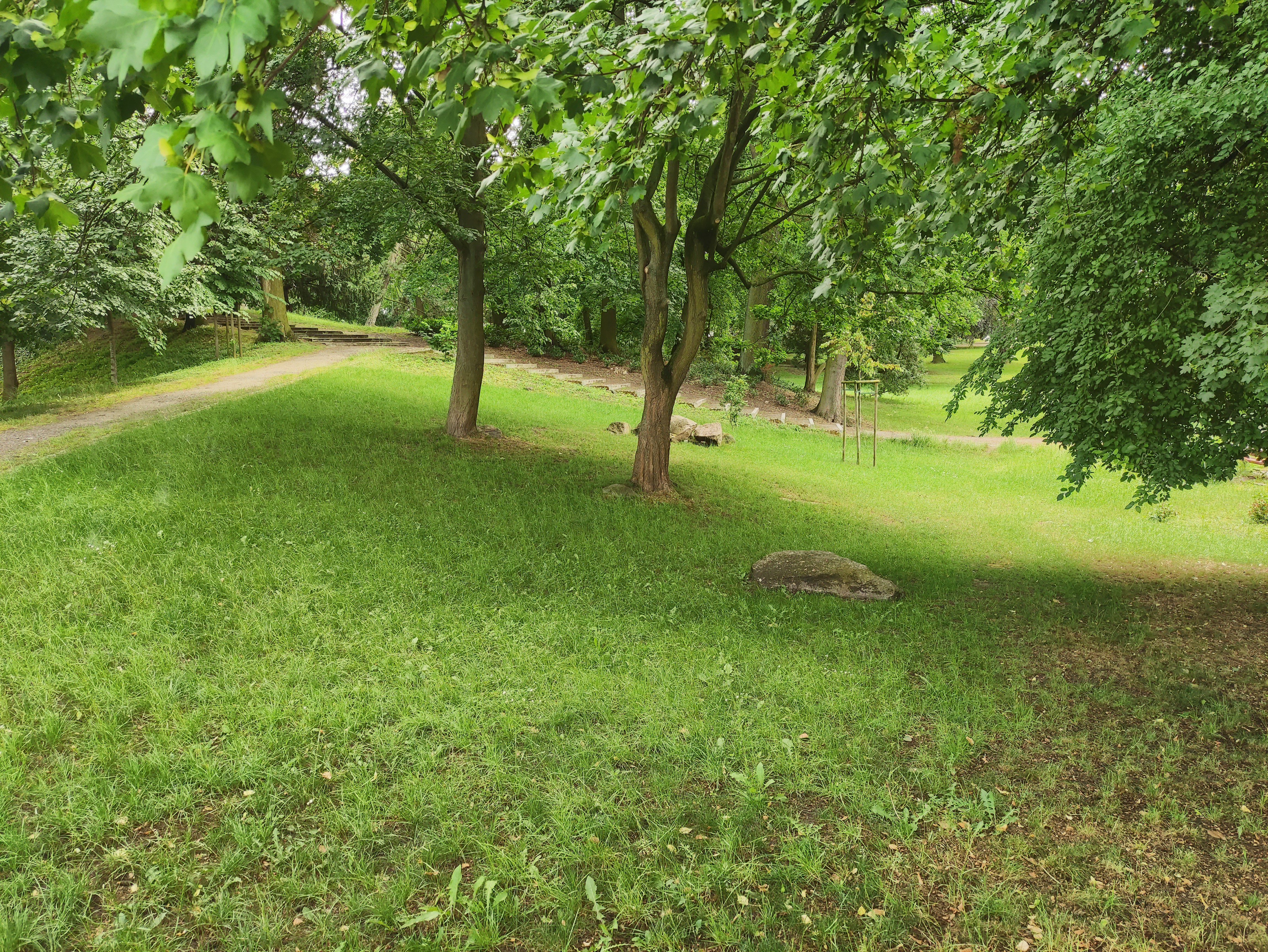
Bývalé hradby města
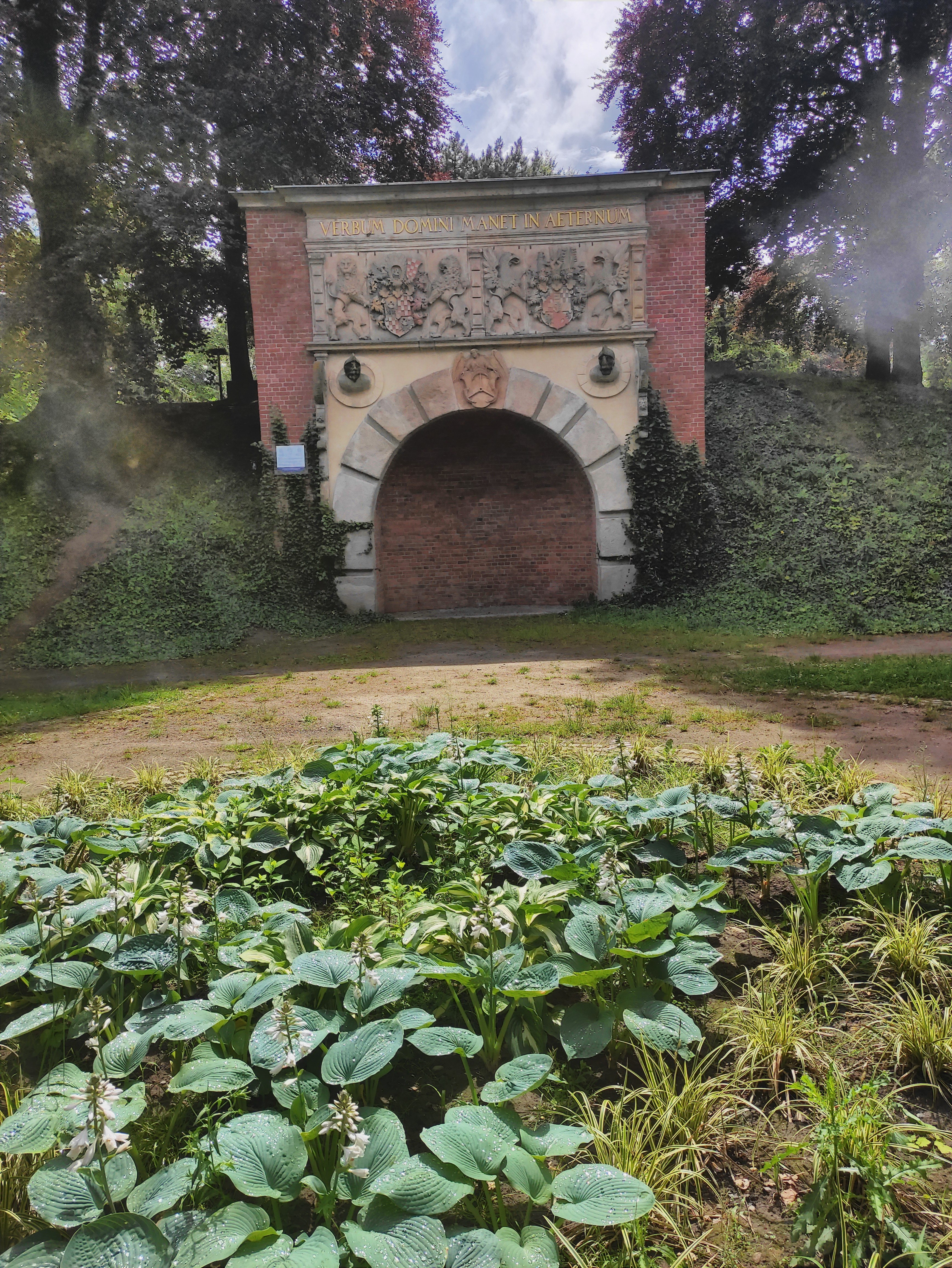
Odřanská brána (Brama Odrzańska)
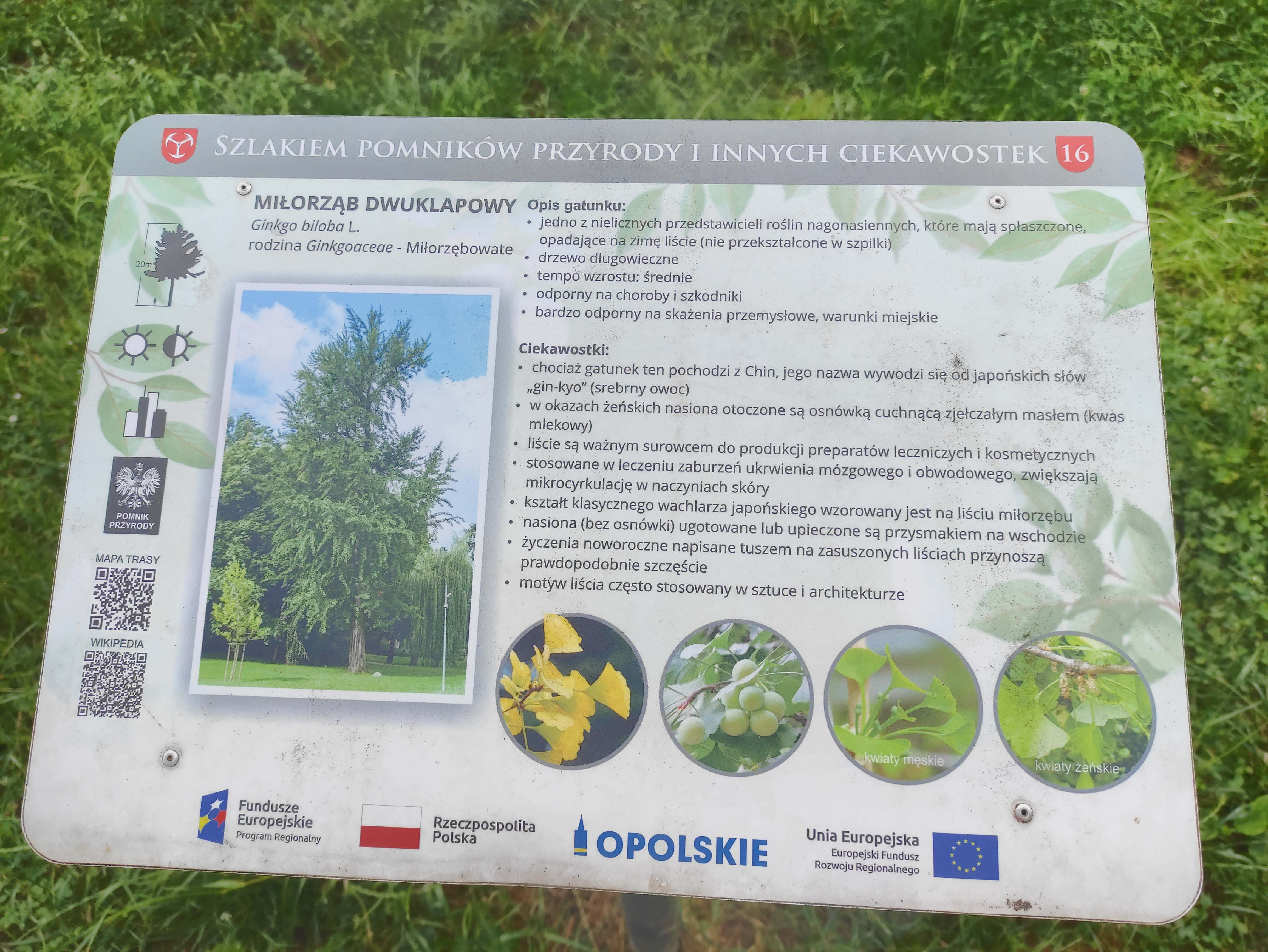
Informační panel naučné stezky Szlakiem Pomników Przyrody i Innych Ciekawostek